# A Cosmic Christmas
Un Crăciun cosmic (titlu original: A Cosmic Christmas) este un film de Crăciun, de animație, de televiziune, un scurtmetraj canadian din 1977 regizat de Clive A. Smith. Rolurile principale au fost interpretate de actorii Joey Davidson, Martin Lavut, Patrick Moffatt și Nick Nichols. Filmul este prima producție a studiourilor  Nelvana. A avut premiera la 4 decembrie 1977 în Canada pe CBC Television.

## Prezentare
Trei extratereștri (care simbolizează Magii biblici) de pe o planetă necunoscută vin în vizită pe Pământ pentru a afla care este adevărata semnificație a Crăciunului.

## Distribuție
- Joey Davidson	– Peter
- Martin Lavut – Dad / Plutox / Santa Joe
- Richard M. Davidson – Lexicon (ca Richard Davidson)
- Duncan Regehr – Amalthor
- Patricia Moffatt – Mom
- Jane Mallett – Grandma
- Marvin Goldhar – Snerk
- Greg Rogers – Marvin
- Chris Wiggins – Mayor
- Nick Nichols – Townie
- Marian Waldman – Townie

## Vezi și
- Listă de filme de Crăciun de televiziune sau direct-pe-video